# جزیره‌های پلاجیه
جزیره‌های پلاجیه (به ایتالیایی: Pelagie Islands) یک مجمع‌الجزایر در ایتالیا است که در دریای مدیترانه واقع شده‌است.

## خصوصیات
جزیره‌های پلاجیه ۶٬۰۶۶ نفر جمعیت دارد.